# 金幣社
金幣社（きんぺいしゃ）は、第二次世界大戦後の岐阜県において、岐阜県神社庁が独自に実施している神社の等級制度（社格）。正式な名称は県神社庁長参向指定神社。下位等級には銀幣社（ぎんぺいしゃ、県神社庁支部長参向指定神社）、白幣社（はくへいしゃ、県神社庁部会長参向指定神社）があり、本記事ではこれらも併せて解説する。

## 概要
太平洋戦争終結後の1946年（昭和21年）2月2日、GHQ（連合国軍最高司令官総司令部）の神道指令により神社の国家管理が廃止されると同時に近代社格制度も廃止された。これにより神社の大小に関わらず負担金が一律になったため、不公平が発生してしまった。そのため 1952年（昭和27年）に岐阜県神社庁が献幣使参向の神社を指定したのが始まりである。
岐阜県神社庁『献幣使参向に関する規定』により、金幣社、銀幣社、白幣社の3等級が定められている。旧県社格を金幣社、旧郷社格を銀幣社、旧村社格を白幣社と称した。金幣社は岐阜県神社庁長が参向して金色の幣帛（金幣）を奉る神社、銀幣社は岐阜県神社庁支部長が参向して銀色の幣帛（銀幣）を奉る神社、白幣社は岐阜県神社庁部会長が参向して白色の幣帛（白幣）を奉る神社である。指定された神社には献幣使が恒例的に参向することとなっている。
1952年（昭和27年）に制度が始まった時点での金幣社は16社、銀幣社は51社、白幣社は15社であったが、その後指定を受ける神社が増加し、1991年（平成3年）時点では金幣社は88社、銀幣社は252社、白幣社は351社であった。2021年（令和3年）時点で、岐阜県神社庁が管轄する神社は約3200社あり、金幣社はそのうち約90社である。
岐阜県神社庁の一部の支部では市内の金幣社を巡るスタンプラリーを実施している。
さらに、気多若宮神社、飛騨総社、大津神社など一部の神社は特別金幣社に列せられている。

## 主な金幣社
岐阜地区
- 伊奈波神社（岐阜市）[8]
- 岐阜護国神社（岐阜市）[9]
- 手力雄神社（岐阜市）[10]
- 加納天満宮（岐阜市）[11][12]
- 金神社（岐阜市）[13]
- 三輪神社（岐阜市三輪）[14]
- 長良天神神社 （岐阜市）[15]
- 天神神社（岐阜市柳津町）[16][17]
- 八剱神社（羽島市桑原町）[18]
- 八剱神社（羽島市竹鼻町）[19]
- 長間神明神社（羽島市上中町）[20][21]
- 野々宮神社（羽島市）[22]
- 手力雄神社（各務原市）[23]
- 御井神社（各務原市）[24]
- 村国真墨田神社（各務原市）[25][26]
- 村国神社 （各務原市）[27]
- 加佐美神社（各務原市）[28]
- 十五社神社（山県市）[29][30]
- 八幡神社（羽島郡笠松町）[31][32]
- 大井神社（本巣郡北方町）[33] など

西濃地区
- 大垣八幡神社（大垣市）[34]
- 御首神社（大垣市）[35]
- 春日神社（大垣市本今町）[36]
- 金生山神社（大垣市）[37]
- 今尾神社（海津市）[38]
- 多岐神社（養老郡養老町）[39][40]
- 南宮大社（不破郡垂井町）[41]
- 日吉神社（安八郡神戸町）[42] など

中濃地区
- 貴船神社（関市）[43][44]
- 春日神社（関市）[45]
- 伊岐神社（関市）[43][46]
- 八幡神社（関市小瀬）[47]
- 水無神社（関市）[48][49]
- 南宮神社（関市富之保）[50]
- 八幡神社（関市上之保）[51]
- 武芸八幡宮（関市）[52][53]
- 洲原神社（美濃市）[54]
- 八幡神社（美濃市）[55]
- 大矢田神社（美濃市）[56]
- 縣主神社（美濃加茂市）[57]
- 古井神社（美濃加茂市）[58]
- 諏訪神社（美濃加茂市）[59]
- 子守神社（可児市）[60][61]
- 白鬚神社（可児市土田）[62]
- 長滝白山神社（郡上市）[63]
- 白山中居神社（郡上市）[64]
- 日吉神社（郡上市）[65]
- 岸剱神社（郡上市）[66]
- 星宮神社（郡上市）[67]
- 白鳥神社（郡上市）[68]
- 神淵神社（加茂郡七宗町）[69]
- 大山白山神社（加茂郡白川町）[70]
- 佐久良太神社（加茂郡白川町）[71][72]
- 神田神社（加茂郡東白川村）[73] など

東濃地区
- 本土神社（多治見市）[74]
- 新羅神社（多治見市）[75]
- 白山神社（多治見市白山町）[76]
- 笠原神明宮（多治見市）[77]
- 恵那神社（中津川市）[78][79]
- 神明神社（中津川市苗木）[80]
- 護山神社（中津川市）[81][82]
- 榊山神社（中津川市）[83]
- 安弘見神社（中津川市）[84]
- 坂下神社（中津川市）[85]
- 荷機稲荷神社（瑞浪市）[86][87]
- 酒波神社（瑞浪市）[88][89][90]
- 日吉神社（瑞浪市宮前町）
- 八王子神社（恵那市）[91]
- 金刀比羅神社（恵那市山岡町）[92]
- 中山神社（恵那市串原）[93]
- 武並神社（恵那市大井町）[94]
- 八幡神社（土岐市妻木町）[95]
- 久尻神社（土岐市）[96]
- 白山神社（土岐市泉中窯町）[97][98] など

飛騨地区
- 飛騨一宮水無神社（高山市）[99]
- 桜山八幡宮（高山市）[100]
- 日枝神社（高山市）[101]
- 飛騨総社（高山市）[102]
- 飛騨天満宮（高山市）[103]
- 飛騨護國神社（高山市）[104]
- 荒城神社（高山市）[105]
- 阿多由太神社（高山市）[106]
- 桂本神社（高山市）[107]
- 住吉神社（高山市丹生川町）[108]
- 大津神社（飛騨市）[109]
- 気多若宮神社（飛騨市）[110]
- 神明神社（飛騨市河合町）[111]
- 高田神社（飛騨市）[112][113]
- 久津八幡宮（下呂市）[114]
- 宮谷神明宮（下呂市）[115]
- 白川八幡神社（大野郡白川村）[116][117] など

## 主な銀幣社
岐阜地区
- 加納八幡神社（岐阜市）
- 葛懸神社（岐阜市）
- 溝旗神社（岐阜市）
- 本荘神社（岐阜市）
- 六條神社（岐阜市）
- 八雲神社（岐阜市）
- 石切神社（岐阜市）
- 若江神社（岐阜市）
- 吉野神社（岐阜市北一色）
- 伊波乃西神社（岐阜市）
- 諏訪神社（岐阜市日野）
- 八幡神社（岐阜市芥見）
- 櫟江神社（羽島市下中町）
- 貴船神社（羽島市正木町森）
- 稲荷神社（羽島市桑原町）※2024年、金幣社の八剱神社に合祀[118]。
- 神明神社（各務原市蘇原野口町）[119][120]
- 稲荷神社（各務原市蘇原柿沢町）[121][120]
- 神明神社（各務原市鵜沼三ツ池町）[122]
- 天神神社（各務原市上中屋町）
- 天鷹神社（山県市）
- 八幡神社（本巣市十四条）[123]
- 八剣神社（羽島郡岐南町）[124] など

西濃地区
- 八幡神社（大垣市開発町）[125]
- 金山彦神社（大垣市）
- 白鬚神社（大垣市）
- 結神社（安八郡安八町）
- 名木林神社（安八郡安八町）
- 白髭神社（安八郡安八町南今ヶ淵）
- 白髭神社（安八郡安八町氷取）
- 隼人神社（安八郡安八町）
- 津島神社（安八郡安八町東結）など

中濃地区
- 天神神社（美濃加茂市蜂屋町）
- 加茂神社（美濃加茂市加茂野町）[126]
- 向山神社（関市）
- 金峰神社（美濃市）
- 上神神社（美濃市）[127]
- 長瀬神社（美濃市）[128][129]
- 真木倉神社（美濃市）
- 佐羅早松神社（美濃市）[130]
- 八幡神社（美濃市片知）[131]
- 白山神社（美濃市神洞）[132]
- 白山神社（美濃市蕨生）[133]
- 籠神社（美濃市）[134]
- 板山神社（美濃市）[135]
- 住吉神社（美濃市生櫛）[136]
- 愛宕神社（郡上市八幡町）
- 白山神社（郡上市白鳥町那留）
- 戸隠神社（郡上市和良町）
- 白山神社（郡上市和良町）
- 白山神社（郡上市美並町）
- 明建神社（郡上市大和町）
- 七代天神社（郡上市大和町）
- 金剣神社（郡上市大和町）
- 白山神社（郡上市大和町大間見）
- 白山神社（郡上市明宝寒水）
- 坂祝神社（加茂郡坂祝町）
- 大山神社（加茂郡富加町）
- 大舩神社（加茂郡八百津町）[137]
- 神明神社（加茂郡八百津町久田見）
- 赤河神社（加茂郡白川町）
- 津島神社（加茂郡白川町）[138]
- 八剱神社（加茂郡白川町）[139]
- 阿夫志奈神社（加茂郡川辺町）
- 白山神社（可児郡御嵩町伏見）[140]
- 日吉神社（可児郡御嵩町比衣）[141] など

東濃地区
- 池原神社（多治見市）
- 縣神社（多治見市）
- 白鳥神社（土岐市鶴里町）
- 神明神社（瑞浪市山田町）[142]
- 八幡神社（瑞浪市土岐町）※通称：一日市場八幡神社
- 八幡神社（中津川市中津川）※通称；中村八幡神社[143]
- 諏訪神社（中津川市茄子川）[144]
- 中川神社（中津川市）
- 常磐神社（中津川市）[145]
- 丸山神社（中津川市）[144]
- 八幡神社（中津川市阿木字大門前）[146]
- 笠置神社（恵那市）
- 八王子神社（恵那市明智町吉良見）[147]
- 南宮神社（恵那市明智町）[147]
- 熊野神社（土岐市） など

飛騨地区
- 若宮八幡神社（高山市）[148]
- 東山神明神社（高山市）[149]
- 東山白山神社（高山市）[150]
- 一本杉白山神社（高山市）[151]
- 飛騨東照宮（高山市）[152]
- 栗原神社（高山市）
- 辻ヶ森三社[153]
- 二之宮神社（高山市）[154]
- 桜ヶ丘八幡神社（高山市）[155]
- 四天王神社（高山市）[156]
- 三福神社（高山市）[157]
- 大八賀神社（高山市）[158]
- 岩井神社（高山市）[159][160]
- 伊太祁曽神社（高山市丹生川町日面）[161][162]
- 諏訪神社（高山市丹生川町新張）[163][164]
- 丹生川神社（高山市）[165][166]
- 荒城川神社（高山市）[167]
- 御崎神社（高山市）[168][169]
- 牧ヶ洞神社（高山市）[170]
- 白山神社（高山市清見町三日町）[171][172]
- 八幡神社（高山市清見町夏厩）[173]
- 荘川神社[174]（高山市）
- 八幡神社（高山市久々野町小屋名）[175]
- 八幡神社（高山市久々野町久々野）[176]
- 八幡神社（高山市久々野町無数河）[177]
- 朝日白山神社（高山市）[177]
- 朝日大神宮（高山市）[178]
- 八幡神社（高山市朝日町万石）[179]
- 津島神社（高山市朝日町西洞）[180]
- 錦山神社（高山市）[181]
- 賀茂神社（高山市）[182]
- 新宮神社（高山市）[183]
- 白山神社（高山市山田町）[184]
- 度瀬神社（高山市）[185][186]
- 栗原神社（高山市）[187]
- 荏名神社（高山市）[188]
- 槻本神社（高山市）
- 桜ヶ丘八幡神社（高山市）[155]
- 熊野神社（高山市国府町宇津江）[189]
- 白山神社（高山市国府町鶴巣）[190]
- 一之宮神社（高山市国府町）[191]
- 広瀬神社（高山市国府町）[192]
- 剱緒神社（高山市）[193]
- 神明神社（高山市上宝町蔵柱）[194]
- 村上神社（高山市）[195]
- 白山神社（飛騨市古川町数河）[113]　※通称：宮田白山神社
- 松尾白山神社（飛騨市古川町数河）[113]
- 白山神社（飛騨市古川町中野）[196][197]
- 五社神社（飛騨市）[198][199]
- 諏訪神社（飛騨市古川町杉崎）[200]
- 白山神社（飛騨市河合町新名）[201]
- 富士神社（飛騨市）[202]
- 富岡神社（飛騨市）[203]
- 神明神社（飛騨市宮川町）[204]
- 白山神社（飛騨市宮川町打保）[205]
- 朝浦八幡宮（飛騨市）[206]
- 倉野神社（飛騨市）[207]
- 白山神社（飛騨市神岡町吉田）[208]
- 白山神社（飛騨市神岡町東町）[209]
- 津島神社（飛騨市神岡町山田）[210]
- 加茂若宮神社（飛騨市）[211]
- 大歳神社（飛騨市）[212]
- 神岡鉱山神社（飛騨市）[209] ※2005年（平成17年）宗教法人解散。2015年（平成27年）宗教法人として新規登録。
- 柯柄八幡神社（下呂市）[213]
- 祖師野八幡宮（下呂市）[214]
- 津島神社（下呂市小坂町小坂町）[215]
- 諏訪神社（下呂市小坂町）[216]
- 尾崎白山神社（下呂市）[217][218]
- 鳩谷八幡神社（大野郡白川村鳩谷）[219][220]
- 飯島八幡神社（大野郡白川村）[219]
- 平瀬八幡神社（大野郡白川村）[221] など

## 主な白幣社
岐阜地区
- 日吉神社（各務原市那加新加納町）[222]
- 村上神社（各務原市那加長塚町）[222]
- 諏訪神社（各務原市那加桐野町）[222]
- 神明神社（各務原市那加西市場町）[222]
- 八坂神社（各務原市蘇原伊吹町）[120]
- 熊野神社（各務原市大野町）
- 神明神社（各務原市小佐野町）
- 神明神社（各務原市前渡西町）
- 若宮神社（各務原市山脇町・下切町）
- 白鬚神社（各務原市川島笠田町）

西濃地区
- 社宮神社（安八郡安八町大森）
- 天満神社（安八郡安八町東結）
- 白山神社（安八郡安八町東結）
- 御鍬神社（安八郡安八町東結）
- 神明神社（安八郡安八町西結）
- 白髭神社（安八郡安八町西結）

中濃地区
- 白鬚神社（加茂郡八百津町）
- 熊野神社（加茂郡八百津町）
- 春日神社（加茂郡富加町）
- 白山神社（郡上市和良町法師丸）
- 熊野神社（郡上市和良町下土京）
- 白山神社（郡上市和良町三庫東野）
- 神明神社（郡上市白鳥町向小駄良）

東濃地区
- 八幡神社（多治見市喜多町）　※通称：喜多町八幡神社
- 若宮八幡神社（瑞浪市稲津町）
- 貴船神社（瑞浪市日吉町）　※深沢貴船神社
- 八幡神社（瑞浪市山田町）　※通称：下山田八幡神社
- 神明神社（恵那市長島町永田）[223]
- 武並神社（恵那市三郷町佐々良木）
- 八幡神社（恵那市岩村町）　※元・岩村城鎮守
- 八幡神社（恵那市岩村町富田）
- 諏訪神社（中津川市手賀野）[224]
- 津島神社（中津川市駒場）[225]
- 白山神社（中津川市落合）[226]
- 八幡神社（中津川市落合）[227]
- 中平神社（中津川市瀬戸）[228]
- 上地神社（中津川市瀬戸）[229]
- 八幡神社（中津川市苗木）[230]
- 白山神社（中津川市千旦林）[231]
- 塞神神社（中津川市阿木）[232]
- 神明神社（中津川市飯沼）[233]
- 田瀬神社（中津川市田瀬）[234][235]　※通称：田瀬南宮神社
- 白山神社（中津川市下野）[236]

飛騨地区
- 豊受神社（高山市上宝町吉野）[237]
- 日枝神社（高山市上宝町鼠餅）　※2021年、桂本神社に合祀[238]
- 伊太祁曽神社（高山市丹生川町根方）[165]
- 伊太祁曽神社（高山市丹生川町瓜田）[168]
- 伊太祁曽神社（高山市丹生川町板殿）[239]
- 伊太祁曽神社（高山市丹生川町日影）[240]
- 熊野神社（高山市丹生川町法力）[239]
- 富士神社（高山市丹生川町芦谷）[239]
- 日抱神社（高山市丹生川町白井）[241]
- 久手神社（高山市丹生川町久手）[241]
- 白山神社（高山市丹生川町下保）[165]
- 日輪神社（高山市丹生川町大谷）[239]
- 神明神社（高山市朝日町青屋）[242]
- 荒神社（高山市）
- 熊野神社（高山市赤保木町）
- 白山神社（高山市大洞町）
- 白山神社（高山市上切町）
- 白山神社（高山市下之切町）[243]
- 神明神社（飛騨市古川町上野）[196]
- 白山神社（飛騨市古川町谷）[196]
- 八幡神社（飛騨市古川町寺地）[196]
- 諏訪神社（飛騨市古川町畦畑）[198]
- 春日神社（飛騨市古川町黒内）[198]
- 蘆原神社（飛騨市古川町下野）[198]
- 熊野神社（飛騨市古川町信包）[244]
- 神明神社（飛騨市古川町平岩）[244]
- 恵比須神社（飛騨市古川町笹ヶ洞）[244]
- 塩竃金清神社（飛騨市宮川町塩屋）[245]
- 位山八幡神社（下呂市）[246]
- 木谷白山神社（大野郡白川村）[247] など